# Karlsruher Kongress
Der Karlsruher Kongress war das erste internationale Symposium der modernen Chemie. Er fand vom 3. bis zum 5. September 1860 auf Initiative von Friedrich August Kekulé von Stradonitz, Charles Adolphe Wurtz und Karl Weltzien im Ständehaus in Karlsruhe statt. Themen waren die Nomenklatur chemischer Verbindungen und deren formelhafte Darstellung sowie die Frage nach den Atom- und Molekulargewichten chemischer Verbindungen. Es war die erste internationale Fachtagung für Chemie weltweit.

## Anlass
Die Chemie wurde Mitte des 19. Jahrhunderts als wissenschaftliche Disziplin etabliert und wies noch ein erhebliches Theoriedefizit auf. Insbesondere in Fragen des Atom- und Molekülbaus vertraten verschiedene „Schulen“ unterschiedliche Ansichten. Die waren nach John Dalton als kleinste Bausteine der chemischen Verbindungen zwar allgemein akzeptiert, über ihren Aufbau war aber so gut wie nichts bekannt. Man vertrat unterschiedliche Ansichten auch bei anderen grundlegenden theoretischen Fragen wie der Basisgröße der Atomgewichte. Auch die Nomenklatur und Formelschreibweise war höchst uneinheitlich. Es existierte jedoch noch kein Forum, in dessen Rahmen man die aktuellen Probleme hätte diskutieren können. Deshalb ergriffen drei junge Professoren der Chemie die Initiative, einen Kongress zu organisieren, um im Diskurs mit Fachkollegen die strittigen Fragen zu klären, und luden die wichtigsten Vertreter des Faches für den 3. bis 5. September 1860 nach Karlsruhe ein. Die geographische Lage von Karlsruhe ließ die Teilnahme einer größeren Anzahl französischer Chemiker erwarten, und zudem besaß die Karlsruher Technische Universität schon damals einen guten Ruf.
Seinerzeit wurde die Veranstaltung als Chemiker-Kongress, internationaler Kongress der Chemiker oder Chemikerversammlung in Karlsruhe bezeichnet.

## Die „organische Chemie“ vor dem Karlsruher Kongress

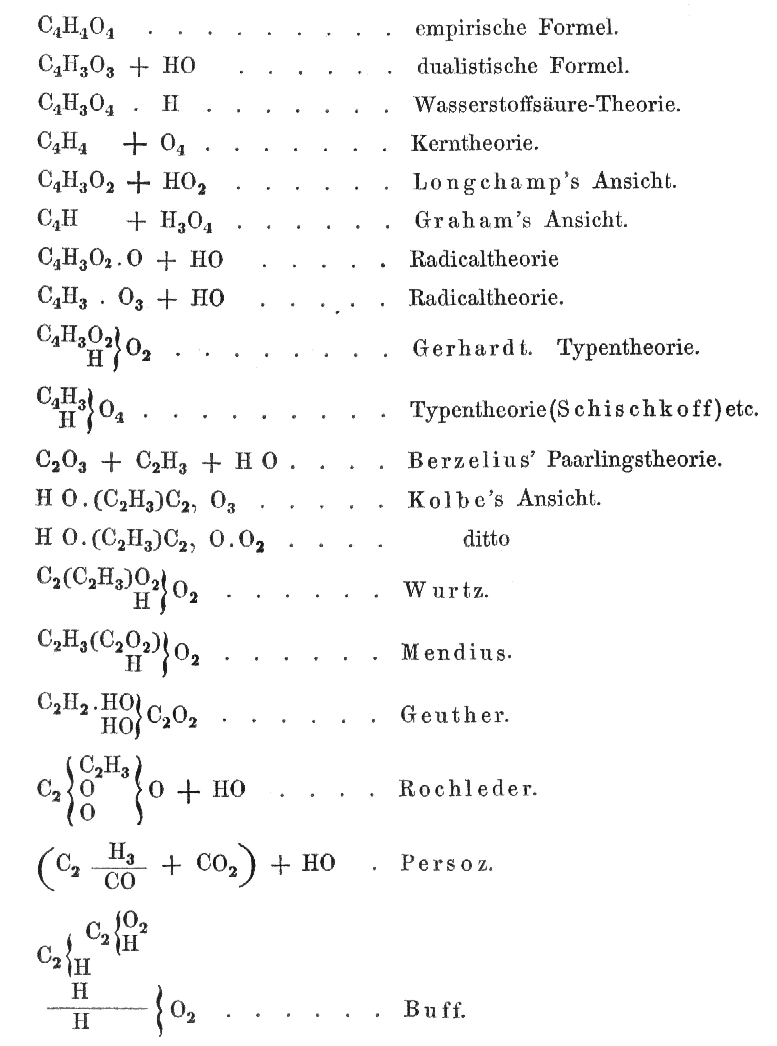
Formeln der Essigsäure

### Formelhafte Darstellung der Moleküle
Nach den ersten Synthesen organischer Substanzen durch Wöhler (Oxalsäure durch Hydrolyse von Dicyan 1824
und Harnstoff aus Ammoniumcyanat 1828) setzte eine sturmhafte Untersuchung organischer Moleküle ein. Einen Überblick gibt das 1854 erschienene Lehrbuch von H. Kolbe, das bereits mehr als tausend Seiten umfasste.
Über die formelhafte Darstellung dieser herrschte jedoch keine Einigkeit. Ein Beispiel sei die in Kekulé’s Lehrbuch der Organischen Chemie wiedergegebenen Formeln der Essigsäure. Neunzehn verschiedene Darstellungen dieser Säure waren üblich.

### Atom- und Molekulargewichte

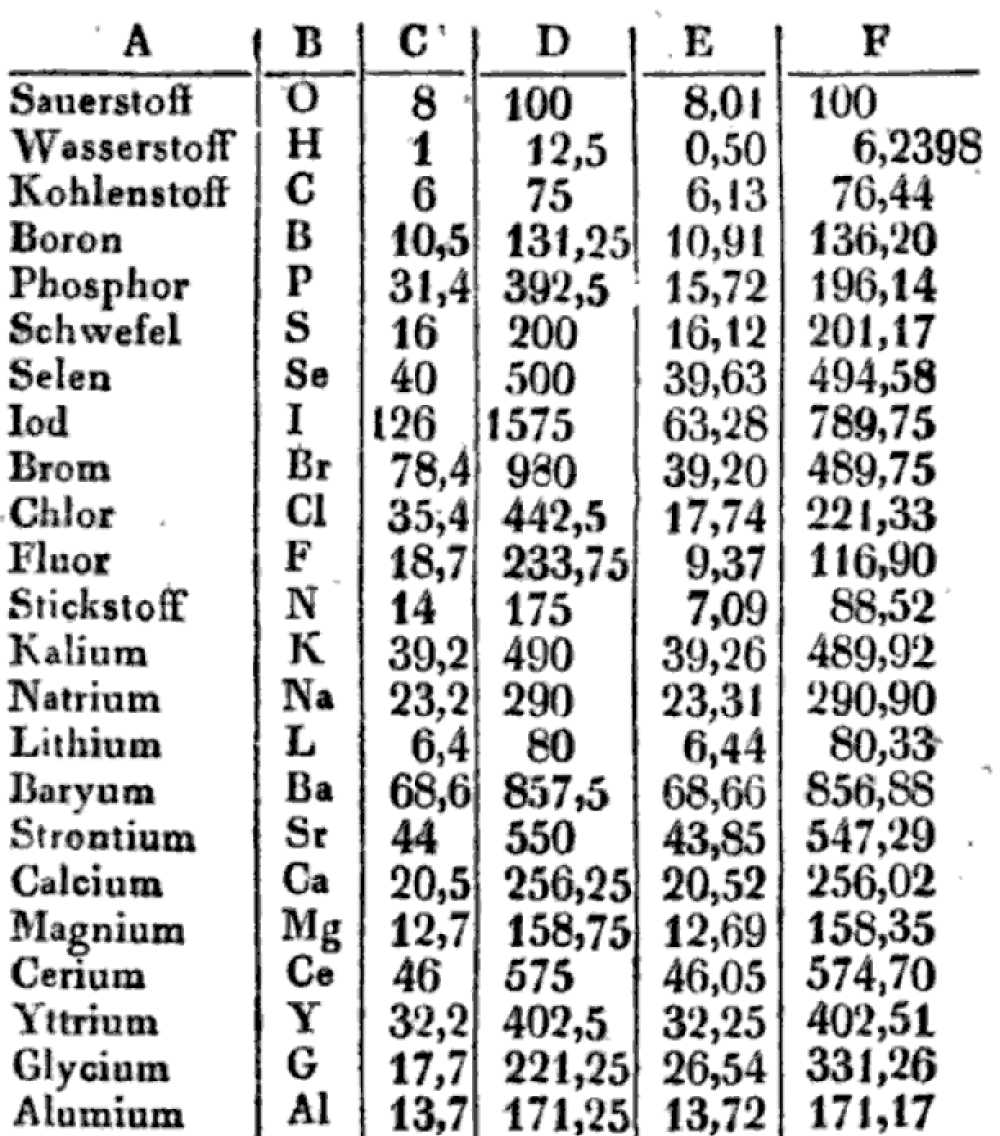
Atomgewichte (Publikation von 1840)
A Stoffname
B Zeichen nach Berzelius
C Atomgewicht des Wasserstoffs = 1
D Atomgewicht des Sauerstoffs = 100
E nach Berzelius, einfacher Wasserstoff = 0.5, „Doppelatom“ = 1
F nach Berzelius, Sauerstoff = 100

Auch über Atom- und Molekulargewichte herrschte keine Einigkeit. Basierend auf den Erkenntnissen von
- Daniel Sennert (Gesetz der Erhaltung der Elemente, 1618[10]),
- Lavoisier (Gesetz der Erhaltung der Masse, 1785),
- Jeremias Benjamin Richter (Gesetz der äquivalenten Proportionen, 1791),
- Joseph-Louis Proust, (Gesetz der konstanten Proportionen, 1799),
- John Dalton (Gesetz der multiplen Proportionen, 1808),

und letztlich der Atomhypothese von Dalton (1803) herrschte zwar Einigkeit darüber, dass Atome diskrete Teilchen sind und Moleküle sich aus ihnen aufbauen, aber man benutzte mehrere Systeme von Atomgewichten nebeneinander. Eines basierte auf Wasserstoff, dem als Basiseinheit der Wert 1 zugeordnet wurde, dem Kohlenstoff ordnete man 6 und dem Sauerstoff 8 zu. Solange es Unsicherheiten über die Atomgewichte gab, war die elementare Zusammensetzung der untersuchten Verbindungen zweifelhaft.
Ein Beispiel für das bei den Atomgewichten herrschende Chaos vor 1850 zeigt die nebenstehende Tabelle.

## Verlauf
127 Chemiker reisten aus Europa und Übersee an, darunter Robert Bunsen, Adolf von Baeyer, Emil Erlenmeyer, Hermann von Fehling, Carl Remigius Fresenius, Hermann Kopp, Friedrich Konrad Beilstein, Jean-Baptiste Boussingault, Jean-Baptiste Dumas, Stanislao Cannizzaro, Dmitri Iwanowitsch Mendelejew und Lothar Meyer.
Der Kongress wurde am Montag, dem 3. September, um 9 Uhr offiziell eröffnet. Die Tagung fand im großen Sitzungssaal des Karlsruher Ständehauses statt, das als erstes Parlamentsgebäude auf deutschem Boden der Versammlungsort der badischen Volksvertreter war.
Die Tagung gestaltete sich demzufolge wie folgt: Weltzien leitete die erste Sitzung am 3. September, bei der Kekulé, Lew Nikolajewitsch Schischkow, Henry Enfield Roscoe, Adolf Strecker und William Odling als Protokollführer für die Tagung benannt wurden. Dann tagte um 11 Uhr unter Ausschluss der Tagungsöffentlichkeit eine neunköpfige Kommission unter dem Vorsitz von Kopp, um die auf dem Kongress zu behandelnden Themen zu spezifizieren. Der Ausschuss legte sich auf die zu treffende Unterscheidung zwischen "Atom", "Molekül" und "Äquivalent" fest. Abends fand ein Kongressdinner statt. Am nächsten Tag diskutierte die Versammlung die vom Ausschuss formulierten Fragen, ohne jedoch zu einem greifbaren Resultat zu gelangen. Man gab deshalb die strittigen Themen wieder zurück an die Kommission, die an diesem Tag noch zweimal darüber beriet und dann beschloss, der Versammlung drei konkrete Nomenklaturfragen zur Entscheidung vorzulegen.
Am Mittwoch, dem 5. September, beriet der Kongress dann unter dem Vorsitz von Dumas über die von der Kommission am Vortag beschlossenen Fragen zur Nomenklatur und Verwendung chemischer Symbole. Dabei warnte der bis dahin wenig bekannte genuesische Chemieprofessor Cannizzaro vor dem Versuch, den Erkenntnisstand auf die Zeit vor Berzelius zurückzuführen, da die Chemie seitdem kontinuierlich weiter ausgebaut worden sei.
Nach einer kontroversen Diskussion beschloss schließlich der Kongress, dass auch künftig die von Berzelius eingeführten durchgestrichenen Symbole verwendet werden sollten. Danach beendete Dumas als Sitzungsleiter die Tagung.

## Resultate
Der Karlsruher Kongress war der erste Fachkongress einer naturwissenschaftlichen Disziplin. Wenn auch durchgreifende Ergebnisse ausblieben, kann der Karlsruher Chemikerkongress als das wichtigste Ereignis in der Geschichte der Chemie im 19. Jahrhundert gelten. Das Zusammentreffen so vieler Chemiker aus dem In- und Ausland wirkte katalytisch auf die weitere Entwicklung der theoretischen Chemie. Insbesondere die im Gefolge sich allgemein durchsetzende Akzeptanz der Avogadro-Ampère-Theorie und die anschließende Entwicklung des Periodensystems wurden durch den Kongress befördert.